# 크리스 범스테드
크리스 범스테드(영어: Christoper Adam Bumstead, 1995년 2월 2일 ~ )는 캐나다의 IFBB PRO 보디빌더이다. IFBB 올림피아 클래식 피지크 종목에서 2019년, 2020년, 2021년, 2022년까지 총 네 번의 우승으로 포디움을 달성했다. 보디빌딩 특성상 키가 작은것이 유리하기 때문에 보디빌더는 키가 작은 경우가 많은데 크리스 범스테드는 185cm가 넘는 큰 키를 가지고 있으며 시즌기(대회 준비시기) 104kg, 비시즌기에는 120kg에 육박하는 체중을 유지한다고 한다. 현재 개인 브랜드 등을 운영하고 있다.
세계에서 가장 권위있는 보디빌딩 대회인 미스터 올림피아 클래식 피지크 부문에서 4년 연속 1위, 28살이라는 젊은 나이, 큰 키에 잘생긴 외모,과거 아놀드 슈왈츠제너거를 떠올리게 하는 아름다운 몸과 더불어 운동 수행 능력까지 좋은 그는 세계에서 가장 많은 인기를 누리고 있는 선수이다.(2023년 3월 28일 현재 인스타 팔로워 수는 1650만명, 우튜브 구독자수 300만명이 넘는다

## 1. 유년 시절
크리스 범스테드는 학창 시절 운동을 좋아하여 축구, 농구, 육상 경기 등 다양한 스포츠를 즐겼다. 185cm의 키에 또래보다 힘도 강했던 그는 10대 시절에 이미 200kg 이상의 스쿼트와 데드리프트 구사가 가능 할정도로 운동 수행 능력이 뛰어났다. 무거운 것을 들어올리는 파워 리프팅식 운동을 좋아하던 그가 처음 보디빌딩에 관심을 가지게 된 것은 그의 누나와 그녀의 남자친구 덕분이었다.
그의 누나 또한 여성 보디빌더이며 그녀의 남자친구는 미스터 올림피아 오픈 종목의 선수인 이안 벨리어이다. 이안 벨리어는 크리스 범스테드의 잠재력을 알아보고 그가 보디빌딩 시합에 나갈 수 있게 도와주었으며 직접 코칭을 해주었다. 2014년 캐나다에서 열린 보디빌딩 대회에 처음 출전한 크리스 범스테드는 19세라는 나이가 믿기지 않을 만큼 엄청난 몸을 가지고 주니어 부문 체급 1위 및 전체급에서 우승을 하는 오버롤을 기록한다. 그 이후 그는 보디빌딩에 더욱 빠지게 되어 좋아했던 술과 파티를 끊고 몸을 만드는것에만 매진하게 된다. 온전히 운동에만 집중한 그는 21살이라는 나이에 IFBB프로 카드를 발급하는 북미 챔피언 쉽 대회에 출전해 헤비급 1위를 차지해 단번에 IFBB프로가 된다.

## 2. 크리스 범스테드 상세

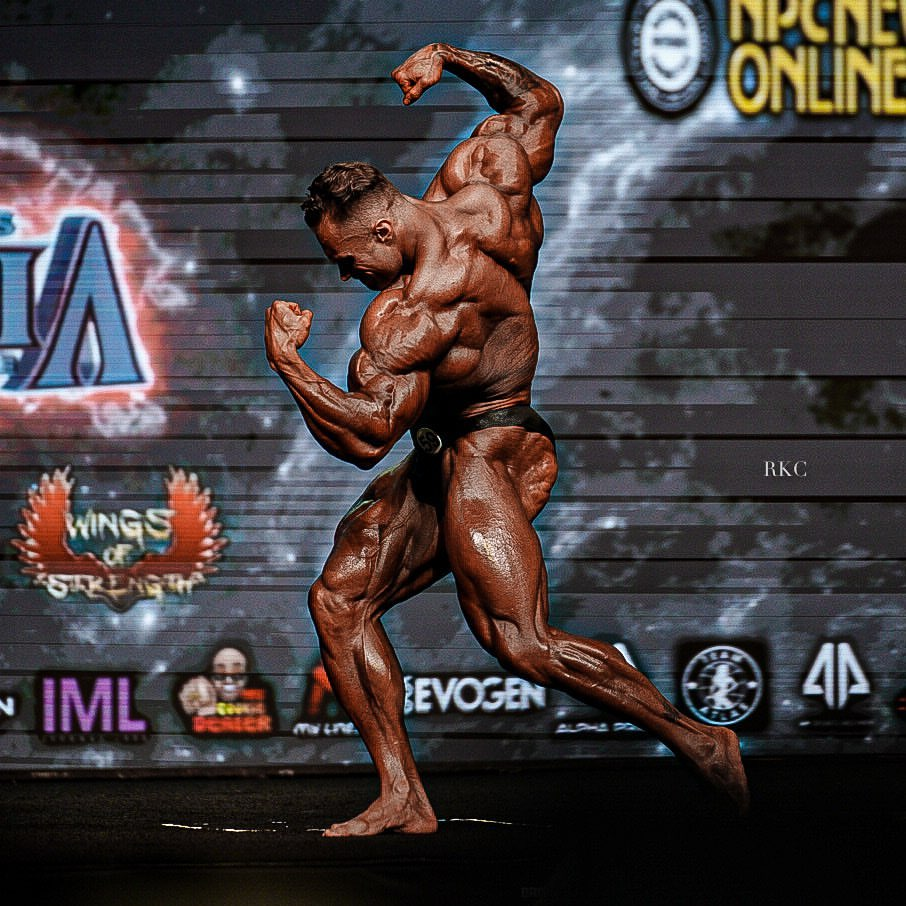
<무대에서 포징을 하고있는 크리스 범스테드>

미스터 올림피아 클래식 피지크 디비전에서 5년 연속 1위를 한 현재 가장 스타성있는 보디빌더이다. 아직 20대라는 젊은 나이에 잘생긴 외모, 185cm라는 큰키, 아름다운 체형, 엄청난 스트렝스를 소유하고 있다.
세계적인 보디빌딩 쇼인 미스터 올림피아에서 2017년 데뷔하자마자 2위라는 성적을 거두고 2018년도 2위를 한다. 또한 2019년에 2년 연속 챔피언 자리를 지키던 브리온 엔슬리를 제치고 만 24살이라는 어린나이에 미스터 올림피아 1위를 차지한다. 그 이후로는 2023년 까지 모든 경쟁자들을 압도하는 몸으로 4년연속 클래식 피지크 부문 미스터 올림피아라는 엄청난 업적을 세운다.
크리스범스테드는 집안 자체가 보디빌딩 유전자를 타고 났다. 누나인 멜리사 범스테드는 올림피아에 진출한 피규어 선수이고 매형인 이안 벨리어는 올림피아 오픈 디비전에 진출한 보디빌더이다.
보디 빌딩 세계에서 Chris Bumstead의 성공은 그에게 수많은 후원과 지지를 얻었다. 그는 여러 피트니스 브랜드와 협력했으며 다양한 피트니스 잡지 및 온라인 간행물에 소개되었다. Bumstead는 새로운 세대의 고전적인 피지크 운동 선수를 대표하여 업계 내에서 자신의 범위와 영향력을 계속 확장하고 있다.
무대 밖에서 크리스 범스테드는 겸손하고 현실적인 성격으로 유명하다. 그는 팬들과 좋은 관계를 유지하고 건강한 라이프 스타일과 긍정적인 사고방식을 장려하는데 적극적으로 참여하고 있다. 그는 항상 개인으로서의 발전과 운동선수로서의 발전을 위해 노력하는것으로 유명하다.

## 3. 수상 경력
-캐나다 보디빌딩 헤비급 주니어 부문: 1위, 2014년
-캐나다 보디빌딩 헤비급 주니어 부문: 1위, 2015년
-캐나다 보디빌딩 헤비급 일반 부문: 3위, 2015년
-IFBB 북미 챔피언십 헤비급: 1위, 2016년
-IFBB 다야나 카도 클래식: 3위, 2016년
-IFBB 피츠버그 프로쇼: 1위, 2017년
-IFBB 토론토 프로쇼: 1위, 2017년
-미스터 올림피아 클래식 피지크: 2위, 2017년
-미스터 올림피아 클래식 피지크: 2위, 2018년
-미스터 올림피아 클래식 피지크: 1위, 2019~2023년